# Martinho de Opava
Martinho de Opava (também conhecido em latim como Martinus Polonus ou Martinus Oppaviensis; em alemão Martin von Troppau) foi um cronista do século XIII. Tinha como nome de família Strebski e nasceu em Opava (em alemão conhecida como Troppau), cidade silesiana.
Na juventude, entrou na Ordem dos Pregadores, na cidade de Praga, e uma vez que os conventos da Boémia pertenciam à Província Polaca daquela ordem religiosa, era normalmente conhecido como Martinus Polonus.
Na década de 50 do século XIII foi enviado para Roma, sendo nomeado capelão papal por Clemente IV, manntendo-se nessa função sob sucessivos papas. 
A 22 de Junho de 1278, Nicolau III nomeou-o arcebispo de Gnesen, consagrando-o pessoalmente. Na sua viagem em direcção áquela cidade polaca, ficou gravemente doente, retendo-se na cidade de Bolonha e ali falecendo em data incerta do ano de 1278. Foi sepultado no convento dominicano da cidade.

## Mistério
Papa Clemente IV, consentiu a permanência de Martinho de Opava como capelão papal durante largos anos, o que de certo facilitou o acesso a documentos do Vaticano. A tese do Vaticano da não-aceitação da Papisa Joana como papa oficial, poêm em causa um documento escrito por este mesmo cronologista,no qual ele alega a veracidade desta personalidade.
Em "Chronicon Pontificum et Imperatum", ele escreve:

John Anglicus, nascido em Mainz, foi papa durante dois anos,sete mmeses, e quatro dias, e morreu em Roma, pelo que depois ficou vago o cargo de papa durante um mês. Reivindica-se que este João foi mulher (...)